# Adam White
Adam White (Everton Park, 8 novembre 1989) è un pallavolista australiano, schiacciatore dell'Orion.

## Carriera
La carriera di Adam White inizia nel 2004, nelle formazioni giovanili dell'AIS. Nella stagione 2008-09 approda in Europa, nel massimo campionato svedese, dove gioca per un'annata con il Linköpings, mentre nella stagione seguente passa agli olandesi dell'Orion, in A-League, con cui rimane per tre annate e conquista uno scudetto e una supercoppa.
Dopo un passaggio nel campionato tedesco con il Bühl, dal campionato 2013-14 gioca nella Serie A1 italiana nella BluVolley Verona, dove resta per due annate; nel 2013 viene inoltre nominato miglior pallavolista australiano dall'Australian Volleyball Federation.
Nella stagione 2015-16 viene ingaggiato per un biennio dal Tours nella Ligue A francese, vincendo la Supercoppa francese 2015 e la Coppa CEV 2016-17, mentre nella stagione 2017-18 si accasa, sempre per un biennio, allo Charlottenburg, nuovamente nella 1. Bundesliga tedesca, dove conquista due volte lo scudetto.
Per il campionato 2019-20 rientra in forza all'Orion, con cui si aggiudica la Supercoppa olandese 2019.

### Nazionale
Nel 2008 entra a far parte stabilmente della nazionale, esordendo a livello internazionale nella Coppa asiatica. In seguito si qualifica per l'Olimpiade di Londra 2012, che chiude al nono posto.

## Palmarès

### Club
- Campionato olandese: 1

2011-12
- Campionato tedesco: 2

2017-18, 2018-19
- Supercoppa olandese: 2

2011, 2019
- Supercoppa francese: 1

2015
- Coppa CEV: 1

2016-17

### Premi individuali
- 2013 - Australian Volleyball Federation: Miglior pallavolista australiano.